# 210 Words Per Minute
«210 Palabras por Minuto» —título original en inglés: «210 Words Per Minute»— es el décimo episodio de la quinta temporada de la serie de televisión posapocalíptica, horror Fear the Walking Dead. Se estrenó el 18 de agosto de 2019. Estuvo dirigido por Ron Underwood y en el guion estuvo a cargo de Ian Goldberg & Andrew Chambliss.

## Trama
Morgan, Dwight y Grace reciben una llamada de Chuck, un hombre que trabaja en un centro comercial cercano. Chuck fue mordido por un caminante y como última voluntad, quiere que lo maten antes de que se convierta. En el centro comercial, Grace comienza a sentirse enferma por los efectos de la enfermedad por radiación y se desmaya. Dwight se va a buscar suministros médicos y jura regresar con la caravana a la mañana siguiente.
A solas en el centro comercial, Morgan y Grace comparten detalles sobre sus vidas pasadas y ambos se sienten atraídos. Encuentran un centro de atención de urgencias, pero cuando intentan entrar, suena una alarma de seguridad que atrae a los caminantes.
Cuando Dwight regresa con la caravana, es secuestrado por Rollie, un miembro de la tripulación de Logan. Rollie se burla de Dwight por Sherry, pero Dwight rápidamente toma la delantera. En lugar de matarlo, Dwight decide liberar a Rollie, pero le ordena que abandone el área y nunca regrese. Después de luchar contra los caminantes, Morgan y Grace encuentran a Chuck en el techo, donde muere en paz. Grace decide no usar el centro de atención de urgencia porque no quiere preocuparse por cuánto tiempo le queda. A la mañana siguiente, Morgan y Grace entierran a Chuck cuando llega la caravana. Morgan decide ayudar a Althea en un viaje de suministro por separado, dejando a Grace atrás sin admitir sus verdaderos sentimientos por ella.

## Recepción
"210 Words Per Minute" recibió críticas mixtas. Actualmente tiene una calificación positiva del 50% con un puntaje promedio de 6.67/10 sobre 12 en el agregador de reseñas Rotten Tomatoes. El consenso de los críticos dice: "'210 palabras por minuto' introduce de manera refrescante el romance en Morgan de Lennie James, pero el ritmo letárgico y las motivaciones confusas de los personajes pudren las mejores cualidades de esta entrega".
Liam Mathews de TV Guide elogió la actuación de Lennie James y escribió: "La llorosa escena final entre Morgan y Grace estuvo bien interpretada. Lennie James es uno de los mejores actores en cualquiera de los programas de la franquicia, y cuando se le da buen material, lo clava." Nick Romano de Entertainment Weekly fue negativo sobre el episodio y escribió: "El carrusel al final de '210 Words Per Minute' es la manifestación física de lo que se ha convertido Fear the Walking Dead: una tediosa ronda que nunca termina y siempre regresa a donde comenzó."

### Calificaciones
El episodio fue visto por 1,37 millones de espectadores en los Estados Unidos en su fecha de emisión original, debajo de episodios anterior.